# Tart (film)
Tart is een film uit 2001 onder regie van Christina Wayne.

## Verhaal
Cat is een eenzaam meisje op een rijke school met allemaal rijke kinderen. Ze is bevriend met Delilah, een rebel. Ze heeft een slechte invloed op haar. Wanneer Delilah wordt geschorst vanwege drugsgebruik, gaat Cat om met de populaire mensen die Delilah altijd verachtte. Ze wordt beste vriendinnen met Grace en is verliefd op de populairste jongen van school, William.

## Rolverdeling
| Acteur           | Personage       |
| ---------------- | --------------- |
| Dominique Swain  | Cat Storms      |
| Brad Renfro      | William Sellers |
| Mischa Barton    | Grace Bailey    |
| Bijou Phillips   | Delilah Milford |
| Alberta Watson   | Lily Storm      |
| Lacey Chabert    | Eloise Logan    |
| Melanie Griffith | Diane Milford   |